# Wijewo (gmina)
Wijewo (do 1954 gmina Brenno) – gmina wiejska w województwie wielkopolskim, w powiecie leszczyńskim. W latach 1954–1975 znajdowała się w województwie zielonogórskim, a w latach 1975–1998 położona była w województwie leszczyńskim.
Siedziba gminy to Wijewo.
Gmina Wijewo powstała na podstawie Rozporządzenia Ministra Administracji, Gospodarki Terenowej i Ochrony Środowiska z dnia 26 lipca 1982 r. (Dz.U.Nr 23, poz. 166). Jest częścią powiatu leszczyńskiego. Położona jest na południowo-zachodnim skraju województwa wielkopolskiego, tuż przy granicy z województwem lubuskim. Posiada czterech sąsiadów. Od północy graniczy z gminą Przemęt, od zachodu z gminą Sława, od południa z gminą Wschowa, a od wschodu z gminą Włoszakowice.
Gmina Wijewo jest jedną z najmniejszych gmin województwa wielkopolskiego. Zajmuje powierzchnię 61,4 km² (6184 ha), co stanowi 0,2% powierzchni Wielkopolski. Jest to gmina typowo rolnicza. Ponad 70% jej gruntów zajmują użytki rolne (w tym grunty orne i sady – 3112 ha, użytki zielone – 1247 ha). Kolejne pod względem wielkości zajmowanego gruntu są lasy, zajmujące 16% terenu (lasy i grunty leśne, zadrzewienia – 991 ha), oraz wody wszelkiego rodzaju – 4% (390 ha).
Według danych z 31 grudnia 2017 gmina liczyła 3806 mieszkańców.

## Struktura powierzchni
Według danych z roku 2002 gmina Wijewo ma obszar 61,8 km², w tym:
- użytki rolne: 70%
- użytki leśne: 16%

Gmina stanowi 7,63% powierzchni powiatu.

## Demografia
Dane z 31 grudnia 2017:
| Opis                              | Ogółem | Ogółem | Kobiety | Kobiety | Mężczyźni | Mężczyźni |
| --------------------------------- | ------ | ------ | ------- | ------- | --------- | --------- |
| jednostka                         | osób   | %      | osób    | %       | osób      | %         |
| populacja                         | 3806   | 100    | 1847    | 48,5    | 1959      | 51,5      |
| gęstość zaludnienia (mieszk./km²) | 62     | 62     | 30,1    | 30,1    | 31,9      | 31,9      |

Obszar gminy jest jednym z ostatnich siedlisk zanikającej dolnośląskiej gwary języka polskiego, utrzymującej się na tych terenach od wieków.

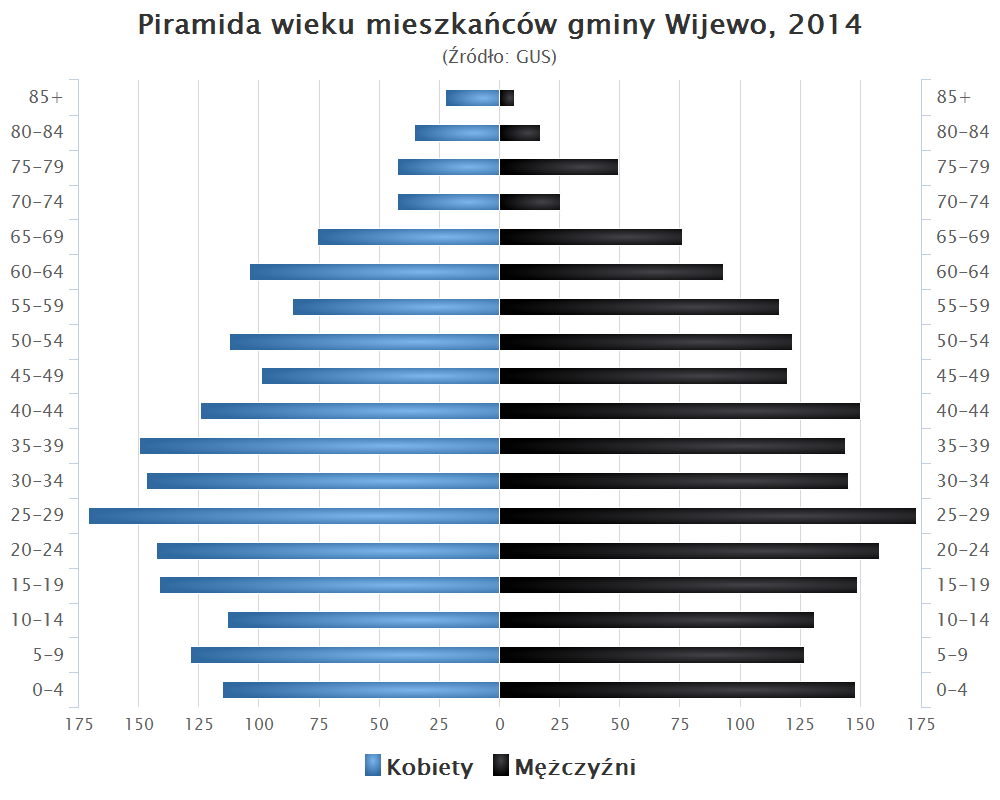
Piramida wieku mieszkańców gminy Wijewo w 2014 roku

## Sołectwa
Brenno, Miastko, Potrzebowo, Przylesie, Radomyśl, Wijewo, Zaborówiec.

## Pozostałe miejscowości
Filipowo, Kalek, Siedmiórki, Wilanów.

## Sąsiednie gminy
Przemęt, Sława, Włoszakowice, Wschowa

## Ochrona przyrody
25 listopada 1991 roku Wojewoda Leszczyński rozporządzeniem Nr 115 a/91 powołał do życia Przemęcki Park Krajobrazowy. Został on założony na obszarze czterech gmin województwa leszczyńskiego: Przemęt, Wijewo, Włoszakowice i Wschowa. Park o powierzchni 21 450 ha obejmuje rozległe fragmenty Pojezierza Sławskiego. W jego skład wchodzą obszary leśne, łąkowe, pola uprawne i liczne jeziora o łącznej powierzchni 1400 ha. Wszystkie 24 jeziora z tego regionu są jeziorami typowo rynnowymi – polodowcowymi.
1 sierpnia 1992 roku, rozporządzeniem Nr 82/92 Wojewoda Leszczyński wyznaczył cztery obszary chronionego krajobrazu. Gmina Wijewo wchodziła w skład pierwszego z nich tj. Obszaru I – Przemęcko-Wschowski, o powierzchni 412,25 km². Dzięki tym działaniom próbuje się zahamować zmiany i utratę przyrodniczych walorów regionu objętego ochroną.
W ramach programu Unijnego Natura 2000 na terenie gminy Wijewo utworzono Specjalny Obszar Ochrony pn. „Jezioro Brenno” (kod – PLH300018) o powierzchni 83,7 ha. Według prawa obszar ten nie jest chroniony prawem, jednakże chronione są zamieszkujące ten region ssaki, ptaki, płazy i gady, ryby, bezkręgowce i duża grupa roślin w szczególności największa w Polsce populacja Apium repens – selera błotnego. Nadzór nad obszarem sprawuje Regionalny Zarząd Gospodarki Wodnej w Poznaniu.
Obszar całej gminy Wijewo objęty jest także Dyrektywą „Ptasią” programu Natura 2000.
Na terenie gminy Wijewo istnieje wiele tzw. pomników przyrody. Są to głównie:
1)	buk pospolity – obwód 305 cm, wys. 19 m, park w Wijewie,
2)	lipa drobnolistna – obwód 290 cm, wys. 20 m, park w Wijewie,
3)	lipa drobnolistna – obwód 280 cm, wys. 20 m, park w Wijewie,
4)	wiąz szypułkowy – obwód 270 cm, wys. 18 m, park w Wijewie,
5)	dąb szypułkowy – obwód 330 cm, wys. 210 m, park w Wijewie,
6)	dąb szypułkowy – obwód 355 cm, wys. 20 m, oddz. 81k, leśnictwo Wilanów,
7)	dąb szypułkowy – obwód 520 cm, wys. 20 m, oddz. 83d, leśnictwo Wilanów.